# Olympische Winterspiele 1964/Teilnehmer (Belgien)
| Gelbes Symbol für Goldmedaillen mit stilisierten Olympischen Ringen | Graues Symbol für Silbermedaillen mit stilisierten Olympischen Ringen | Braundes Symbol für Bronzemedaillen mit stilisierten Olympischen Ringen |
| ------------------------------------------------------------------- | --------------------------------------------------------------------- | ----------------------------------------------------------------------- |
| —                                                                   | —                                                                     | —                                                                       |

Belgien nahm an den Olympischen Winterspielen 1964 im österreichischen Innsbruck mit einer Delegation von sieben Athleten in drei Sportarten teil.
Seit 1924 war es die achte Teilnahme Belgiens an Olympischen Winterspielen.

## Teilnehmer nach Sportarten

### Eisschnelllauf(1)
- François Brueren
500 m (Platz 33)

### Ski Alpin(1)
- Patricia du Roy de Blicquy
Abfahrt (Platz 13)
Riesenslalom (Platz 17)
Slalom (Platz 8)

### Bobsport(5)
Viererbob I (17)
- Jean de Crawhez
- Camille Liénard
- Thierry De Borchgrave
- Charly Bouvy

Zweierbob I (dns)
- Jean de Crawhez
- Claude Englebert